# Гасымов, Рамиль Адыгёзал оглы
Гасымов, Рамиль Адыгёзал оглы (азерб. Ramil Adıgözəl oğlu Qasımov, род. 10 декабря 1984, Баку) — директор телеканала «Mədəniyyət». Художественный руководитель музыкальных коллективов азербайджанского телевидения и радио. Заслуженный артист Азербайджана (2015).

## Биография
Рамиль Гасымов, начальное вокальное образование, с одиннадцати лет, получал в Государственной Детской Филармонии, в классе народного артиста, профессора Мобиль Ахмедова.
В 11 лет заняв первое место на городском конкурсе юных талантов Рамиль выиграл свой первый музыкальный приз, а в 15 лет стал лауреатом республиканского конкурса «Пехра». В том же году он занял II место на конкурсе вокалистов «86 Республиканский», проведенным в Москве. Эти успехи были его первыми уверенными шагами на пути к профессионализму.
После окончания школы он поступил в Азербайджанский государственный университет культуры и искусства, который окончил в 2005 году, по специальности оперного и камерного пения.
В пятнадцать лет Рамиль стал солистом Азербайджанского Государственного Театра Музыкальной Комедии, и попал в историю этого театра как самый юный солист. В спектаклях с его участием он всегда выделяется своим безупречным, профессиональным пением. Из репертуара театра он исполняет главные образы в следующих спектаклях: в спектакле «Золотая свадьба» (авторы О.Казыми и Р.Гейдар) Азер, в «О олмасын бу олсун» (У.Гаджибейли) Сервер, в «Аршин мал алан» (У.Гаджибейли) Аскер, в «Халифат на один час» Малик Ибн Саид (Р.Шафаг и А.Шаиг), в «До скорого» (Э.Сабитоглы и Р.Ахмед-заде) Мурсал, в «Юбилей сатаны» (О.Раджабов и А.Бабаев) Акиф, в «Получил по заслугам» (В.Адыгезалов и Анар) Факир, в «Ревнивые сердца» (Р.Миришли и М.Аквердиев) Телман, в «Нищий сын миллионера» (С.Алескеров и Ш.Гурбанов) Сирот, в «Американский зять» (Р.Миришли и М.Аквердиев) Камран, в «Кето и Коте» (Долидзе) Кето.
Значимую часть его репертуара составляют оперные партии. Он включил в свой концертный репертуар партию Арлекина из оперы «Паяцы» Леонкаваллы, партию Манрико из «Трубадур» Дж. Верди, партию Кероглу из оперы «Кероглу» У.Гаджибейли, партию Вагиф из оперы «Вагиф» Р.Мустафаева, партию Балаш из оперы «Севиль», а также итальянские, испанские, французские, русские, турецкие классические произведения.
В двадцать лет Рамиль стал солистом Азербайджанского Государственного Телевидения. В Золотом Фонде Телевидения в его исполнении хранятся более 120 арий, романсов, баллад, кантат, од и произведений других жанров записанных с симфоническом оркестром, с оркестром народных инструментов и фортепиано.
Рамиль, также записал три диска состоящих из эстрадных и классических произведениях.
Он достойно представил национальную музыкальную культуру на парадах Мировых Звезд Оперетты, проведенных в Стамбуле, Карсе, Байбурте, Игдыре, Екатеринбурге. Рамиль, также успешно выступил на сценах разных стран мира, таких как Россия, Таджикистан, Белоруссия, Грузия, Марокко, Касабланка.
В мае 2010 года во дворце имени Гейдара Алиева он с высоким профессионализмом исполнил главную роль — Ариф в опере «Интизар» Ф.Али-заде и Н.Пашаевой.
Народные артисты СССР — М.Магомаев, Л.Иманов, А.Меликов, Т.Кулиев, Р.Мустафаев, Х.Гасымова, Е.Сабитоглы высказывали своё высокое мнение о вступлениях Рамиля.
Рамиль неоднократно был удостоен почетных грамот и дипломов. В 2000 году — Патриот-исполнитель года, в 2009 году — Молодой активист года (Министерство Молодежи и Спорта Азербайджанской Республики), в том же году — Самый плодотворный представитель молодежи года (Республиканский Комитет Независимого Профсоюза Азербайджанских Работников Культуры), также — Почетная грамота (Азербайджанский Государственный Театр Музыкальной Комедии), также — Диплом (АНАН Национальный Музей Азербайджанской Истории) и т. д.
B марте 2011 года Рамиль Гасымов на сцене Азербайджанского Государственного Театра Оперы и Балета сыграл роль Кероглу в опере «Кероглу» великого Уз. Гаджибейли .
Рамиль Гасымов успел выпустить уже 4 диска.
В настоящее время Рамиль Гасымов является солистом Азербайджанского Государственного Телевидения. Он, также солист Азербайджанского Государственного Театра Музыкальной Комедии. Он недавно создал эстрадно-симфонический оркестр под названием «Мы из Баку», и является художественным руководителем этого оркестра.
Рамиль в своей профессиональной деятельности всегда стремится к совершенству, и хочет достойно представить Азербайджанскую музыку во всем мире. У него есть одна большая мечта — сыграть оперу «Кероглу» в Карабахе.

## Награды
- 1995 год — Конкурс молодых талантов, проводимых между школами города Баку — 1 место
- 1997 год — исполнитель песни Рашида Шафага «Время чести» («Qeyrət vaxtıdır»), сочиненной на тему патриотизма для музыкального конкурса, проведенного в Сабаильском районе города Баку Партией Новый Азербайджан.
- 1998 год — Республиканский межшкольный конкурс молодых исполнителей — 1 место
- 1999 год — Республиканский конкурс «Похра» — лауреат
- 1999 год — 2 место среди молодых вокалистов «Общереспубликанского конкурса — 86», проводимого в городе Москве
- 2000 год — Исполнитель патриотических песен
- 2002 год — день Вооруженных Сил — Почетная грамота
- 2009 год — Национальный Азербайджанский Музей Истории АНАН — Диплом
- 02.02.2009 — Министерство Молодежи и Спорта Азербайджанской Республики — Самый активный юноша года — Диплом
- 02.02.2009 — Управление Молодежи и Спорта Сабаильского района — Почетная грамота
- 26.06.2009 год — 91 годовщина создания Вооруженных Сил — Почетная Грамота
- 24.07.2009 год — Управление Молодежи и Спорта Сабаильского района — Диплом
- 25.10.2009 — Главное Управление Личного Состава — Управление Воспитательных работ — Почетная Грамота
- 2009 год — Азербайджанский Государственный Театр Музыкальной Комедии — Почетная Грамота
- 12.11.2009 год — Азербайджанская Высшая Военная Школа Мореходства — Почетная Грамота
- 17.11.2009 год — Азербайджанская Высшая Военная Школа имени Гейдара Алиева — Почетная Грамота
- 10.12.2009 год — Республиканский Комитет Независимых Профсоюзов Работников Культуры Азербайджана — Самый деловой юноша года — Почетная Грамота
- 31.12.2009 — Войска Гражданской Обороны МЧС — Почетная Грамота
- 02.02.2010 — Командование Военно-Морских сил — Почетная Грамота
- 12.04.2011 — Азербайджанская Ассоциация Культуры — Почетная Грамота
- 17.06.2011 — Российский Информационно-Культурный Центр в Баку — Письмо благодарности
- 18.10.2011 — 20 летний юбилей восстановления независимости Государства — Почетная Грамота Исполнительной Власти Зардабского района
- 28.01.2014 — Медаль «В память 25-летия окончания боевых действий в Афганистане»
- 14.09.2015 — Предоставление почетного звания Заслуженного артиста Азербайджанской Республики
- 04.11.2015 — Генеральный директор телеканала «Mədəniyyət»